# Lijst van voetbalinterlands China - Sovjet-Unie
Deze lijst van voetbalinterlands is een overzicht van alle officiële voetbalwedstrijden tussen de nationale teams van China en Sovjet-Unie. De landen speelden één keer tegen elkaar. Dat was een vriendschappelijke wedstrijd op 3 oktober 1959 in Beijing.

## Wedstrijden
| № | Plaats  | Datum          | Competitie        | Wedstrijd           | Uitslag |
| - | ------- | -------------- | ----------------- | ------------------- | ------- |
| 1 | Beijing | 3 oktober 1959 | Vriendschappelijk | China – Sovjet-Unie | 0 – 1   |

## Samenvatting
| Competitie        | Totaal gespeeld | Winst China | Gelijk | Winst Sovjet-Unie | Doelsaldo China – Sovjet-Unie |
| ----------------- | --------------- | ----------- | ------ | ----------------- | ----------------------------- |
| Vriendschappelijk | 1               | 0           | 0      | 1                 | 0 − 1                         |
| Totaal            | 1               | 0           | 0      | 1                 | 0 – 1                         |

Wedstrijden bepaald door strafschoppen worden, in lijn met de FIFA, als een gelijkspel gerekend.